# 上海金城银行大楼
上海金城银行大楼是金城银行在中国上海建造的银行大楼，位於黃浦區江西中路200號。1989年，入选上海市文物保护单位。

## 历史
1917年，金城银行由中国近代银行家周作民在天津租界创办。次年设立上海分行。1924年，在江西路东侧上海公共租界工部局大厦对面兴建大楼，1926年1月底落成。1927年，大楼从美国進口由汉密尔顿公司生产的保管箱。1936年后此处成为金城银行总行。
金城银行大楼由中国早期著名建筑师庄俊与赍丰洋行联合设计。建筑为4层钢筋混凝土框架结构建筑，1940年又增建2层。这座建筑为当时上海华商银行中最为华贵的一座，采用庄重对称的新古典主义风格，入口两侧为希腊多立克柱，上部三角形梁上雕刻该行标志龙、凤、斧头图案。大楼外墙用苏州金山石砌筑，内部装修则使用意大利大理石。
1956年，这座建筑改为上海市青年宫。1974年，青年宫迁往西藏路大世界，此处即改为江西中路200号招待所。1986年，交通银行上海分行进驻，该楼恢复了金融大楼的原有功能。